# Sometimes I Feel Like a Motherless Child
Sometimes I Feel Like a Motherless Child (trad. a volte mi sento come un figlio senza madre), o semplicemente Motherless Child, è un canto della tradizione spiritual.
Il canto risale all'era della schiavitù negli Stati Uniti, quando era pratica comune vendere i figli degli schiavi. Una  prima performance della canzone da parte dei Fisk Jubilee Singers è datata verso gli anni 1870. Come molte canzoni della tradizione, ha varie versioni e ne sono state registrate molte cover.
La canzone è una chiara espressione di dolore e disperazione come può trasmettere l'assenza di speranza di un bambino che è stato strappato dai suoi genitori. Secondo una interpretazione, la ripetizione continua della parola "sometimes" (trad. “a volte”) nel canto suggerisce l'idea di speranza, confermata dall'ultimo "sometimes" “io non mi sento come un figlio orfano”.
Sebbene le parole lamentose possono essere interpretate letteralmente, sono da intenderle come delle metafore. Il “motherless child” può essere uno schiavo separato dalla madre patria africana che desidera di ritornare, uno schiavo che soffre la distanza dalla sua terra.
Ma  la canzone rappresenta anche l'universale stato d'animo di ogni uomo nella sua breve vita su questa terra che percepisce come esilio dalla sua vera patria, ossia il cielo. Il vero credente - come dicono le parole della canzone -   sente lunga la strada della vita prima del ritorno alla casa del Padre e talvolta ha momenti di acuta nostalgia come un bambino orfano che ha perso la madre.